# KvartArt Zadar
KvartArt, hrvatska umjetnička manifestacija iz Zadra. To je urbani zadarski festival koji okuplja mlade kreativce i njihove projekte te kroz njih ima za cilj revitalizati zapuštene javne prostore, potaknuti novo promišljanje funkcije javnih gradskih prostora i sadržaja gradskih kvartova te promovirati urbanu kulturu i popularizirati mladenačku umjetnost. Prvi KvartArt održan je u lipnju 2017. godine na prostoru napuštene vojarne u ulici Stjepana Radića, u neposrednoj blizini Gradske knjižnice Zadar.
Nakana osnivača bila je stvoriti kreativnu atmosferu unutar koje će nastajati nove ideje, nova poznanstva, novi projekti, nova stvarnost. KvartArt promovira urbani način življenja i to kroz sve vrste umjetnosti (glazbenu, dramsku, filmsku, likovnu, književnost i dr.) te ih predstavlja u neformalnom obliku, kako kroz ulične performanse tako kroz koncerte, edukativne radionice, projekcije, igru, zabavu, edukativne radionice i slično. Aktivnosti usmjerene prema mladima unutar KvartArta oplemenjene su gostovanjima brojnih edukatora, voditelja, umjetnika i aktivista.

## Vanjske poveznice
- Službena stranica Festivala
- Facebook